# Heeresgruppe (Deutsches Kaiserreich)
Heeresgruppe war die Bezeichnung für ein Großverband und die dazugehörige Kommandobehörde des deutschen Heeres. Eine Heeresgruppe umfasste mehrere Armeen.
Bis zum Beginn des Ersten Weltkrieges waren die Armeen und ihre zugehörigen Armeeoberkommandos (AOK) die größten militärischen Einheiten, die unmittelbar vom Oberbefehlshaber des Heeres (in den Einigungskriegen war dies der preußische König Wilhelm I, im Ersten Weltkrieg der deutsche Kaiser Wilhelm II.) und seinem jeweiligen Generalstabschef geführt wurden.
Aufgrund der sehr starken Vergrößerung des Heeres (zu Beginn des Deutsch-Französischen Krieges bestand das deutsche Heer aus drei Armeen mit ca. 450 000 Mann, in den Ersten Weltkrieg ging das deutsche Heer bereits mit acht Armeen mit 2,2 Millionen Soldaten. Im Laufe des Krieges wuchs das Heer auf ca. 3,5 Millionen Mann und zuletzt fast 20 Armeen und Armeeabteilungen) war die Oberste Heeresleitung bald nicht mehr im Stande, einzelne Armeen direkt zu führen, weshalb diese übergeordneten Heeresgruppenkommandos unterstellt wurden, denen am Ende des Krieges bis zu 1,5 Millionen Soldaten unterstanden.
Diese Struktur wurde im Zweiten Weltkrieg im Wesentlichen beibehalten. In beiden Weltkriegen wurden die Heeresgruppen des Hauptkriegsschauplatzes direkt von der Obersten Heeresleitung bzw. dem Oberkommando des Heeres geführt, während die Heeresgruppen der Nebenkriegsschauplätze z. B. noch einem eigenen Oberbefehlshaber unterstellt wurden (z. B. kommandierte Paul von Hindenburg im Ersten Weltkrieg als Oberbefehlshaber Ost mehrere Heeresgruppen).

## Heeresgruppen der Westfront

Gliederung Westfront, 1918

Zwischen August 1916 und Februar 1917 wurde die Westfront neu gegliedert und die bis dato von der Obersten Heeresleitung unmittelbar geführten Armeen wurden drei Heeresgruppenkommandos unterstellt. Von Nord nach Süd waren dies:
- Heeresgruppe Kronprinz Rupprecht
- Heeresgruppe Deutscher Kronprinz
- Heeresgruppe Herzog Albrecht

Anfang 1918 wurde zwischen der Heeresgruppe Deutscher Kronprinz und der Heeresgruppe Herzog Albrecht eine weitere Heeresgruppe, die Heeresgruppe Gallwitz, eingeschoben.

## Heeresgruppen der Ostfront

Gliederung Ostfront, 1915

Bereits im November 1914 war Hindenburg zum Oberbefehlshaber Ost ernannt worden und kommandierte kurzzeitig alle deutschen Truppen im Osten. Später wurde sein Befehlsbereich wieder eingeschränkt. Ende 1915 gab es südlich der „Heeresfront Ost“ mit der Heeresgruppe Prinz Leopold und der Heeresgruppe Linsingen zwei weitere Großverbände, die unmittelbar der Obersten Heeresleitung unterstellt waren.
Nach der Brussilow-Offensive, die zu einer schweren Niederlage der K.u.K.-Armee geführt hatte, erhielt Hindenburg am 27. Juli 1916 den Befehl über die gesamte Ostfront bis zum Hauptkamm der Karpaten, einschließlich der österreichischen Heeresgruppe Boehm-Ermolli. Wenig später wurde Hindenburg Chef der Obersten Heeresleitung und Prinz Leopold von Bayern wurde sein Nachfolger als Oberbefehlshaber Ost. Ende 1916 gliederte sich die Ostfront unter dem einheitlichen Oberbefehl des Prinzen Leopold folgendermaßen (von Nord nach Süd):
- Heeresgruppe Eichhorn
- Heeresgruppe Woyrsch
- Heeresgruppe Linsingen
- K.u.K. Heeresgruppe Boehm-Ermolli